# Vall de Lliterola
La Vall de Lliterola és una vall de la vall de Benasc a la Ribagorça (província d'Osca, Aragó). Hi davallen diversos torrents, ajuntant-se finalment al riu de Lliterola, afluent per la dreta de l'Éssera, davant dels Banys de Benasc.